# José Epifânio Carvalho de Almeida
José Epifânio Carvalho de Almeida (7 de enero de 1883-18 de agosto de 1944) fue un ingeniero agrónomo portugués que se destacó como pionero en diversos campos de la alimentación animal y que ejerció diversos cargos políticos, entre ellos el de diputado al Congreso de la República.
Fue condecorado con el grado de caballero de la Orden Militar de Santiago de la Espada.